# Sarcolobus subnudus
Sarcolobus subnudus är en oleanderväxtart som först beskrevs av Asa Gray, och fick sitt nu gällande namn av P.I. Forster. Sarcolobus subnudus ingår i släktet Sarcolobus och familjen oleanderväxter. Inga underarter finns listade i Catalogue of Life.